# 일진에게 찍혔을 때
일진에게 찍혔을 때(영어: When Caught by a Bully)는 Day7의 간판작 모바일 연애 시뮬레이션 게임 시리즈이다. 2016년부터 시작된 이 게임 시리즈는 2020년 기준으로는 총 3편으로 일진에게 찍혔을 때, 일진에게 반했을 때, 일진에게 빠졌을 때이다. 원작인 게임에서 시작해 소설, 웹툰, 웹드라마까지 진출해 많은 팬들의 인기를 받고 있는 IP이다. 와이낫미디어를 통해 2019년부터 제작된 웹드라마는 시즌 1은 누적 8천만 조회수, 시즌 2는 방송 6회만에 1500만 뷰를 돌파하며 천만 웹드라마에 반열
에 올라선 바 있다.

## 연혁
- 2016년
  - 게임 일진에게 찍혔을 때[2]
- 2017년
  - 5월 소설 일진에게 찍혔을 때[3]
  - 6월 게임 일진에게 반했을 때[4]
- 2018년
  - OST 일진에게 반했을 때 디지털 앨범 출시[5]
- 2019년
  - 웹드라마 일진에게 찍혔을 때[6]
- 2020년
  - 2월 웹툰 일진에게 찍혔을 때[7]
  - 3월 웹드라마 일진에게 찍혔을 때 시즌 2[8]
  - 4월 게임 일진에게 빠졌을 때 (스토리픽)[9]

## 등장인물
등장인물들의 담당 성우는 없다. 괄호 안에 입력된 사람들은 웹 드라마 배우들이다.
김연두 (이은재)
주인공이며, 녹색 가방을 메고 다녀서 별명은 꼬부기이다. 착하고 모범적인 마음씨로 주변에 좋아하는 사람들이 몇몇 있다.
지현호 (강율)
김연두의 남자친구. 김연두가 지현호 사진 때문에 오해를 해 사이가 안 좋아지지만 그 계기로 서로 사귀게 된다. 하지만 윤아라의 계획으로 둘의 사이는 갈라지게 되었다가, 다시 사이가 좋아지게 된다.
서주호 (윤준원)
반장으로 모범적이고 단정하다. 하지만 학교 안의 모습과 학교 밖의 모습은 완전히 다르다.
류설 (박이현)
서주호를 좋아하고 윤아라를 싫어한다. 윤아라가 꾸민 일 때문에 반에서 같이 다니는 친구들 빼고 무시를 당한다.
정지성 (최찬이)
자신의 운명의 상대 왕잉링을 찾으러 다니다가 윤아라를 왕잉링이라고 생각해서 윤아라를 좋아하게 된다.
안유나 (주현영)
김연두의 단짝 친구. 최승현을 좋아하며, 최승현 때문에 김연두와 절교할 뻔 하는 일이 생긴다.
- 웹드라마의 시즌2에서 새로 등장하는 인물들은 아래와 같다.

최승현 (이정준)
화양고로 전학을 온 야구 천재. 포지션은 타자이고 반칙을 싫어한다. 김연두를 좋아하지만 남자친구 있는 여자아이를 좋아하는 것은 반칙이기 때문에 좋아하지 않으려고 노력한다.
윤아라 (양유진)
허진수를 좋아하고 진수의 복수를 위해서 지현호와 김연두의 사이를 갈라놓기 위해 연두에게 접근하다 지현호를 진심으로 좋아하게 된다.
강아훈 (금동현)
김연두의 윗집에 사는 김연두보다 한살 어린 친한 동생. 최승현에게 담배를 사다 걸려 친해지게 됐다.

## 게임
- 일진에게 찍혔을 때
- 일진에게 반했을 때
- 일진에게 빠졌을 때

## 웹드라마
웹드라마는 등급 심의를 안받기에 시청등급이 따로 없다. 영상물등급위원회에서는 주제와 대사에서 그 표현의 수위를 보고 시즌1은 15세 이상, 시즌2는 12세이상 관람으로 책정하였다.

### 에피소드 목록

#### 시즌1
14화에 백승헌이 특별출연한다.
| EP | 방송일자   | 제목                                 |
| -- | ---------- | ------------------------------------ |
| 01 | 2019-07-25 | 너냐, 내 여자친구가?                 |
| 02 | 2019-07-30 | 반장을 술집에서 만났다?!             |
| 03 | 2019-08-01 | 너와 나 그리고? 삼각관계가 시작된다  |
| 04 | 2019-08-06 | 두 남자가 나 때문에 싸운다면?        |
| 05 | 2019-08-08 | 나를 괴롭히던 일진의 과거는?         |
| 06 | 2019-08-13 | 모르는 애들이 내 얼평을 한다         |
| 07 | 2019-08-15 | 교문 앞에서 일진이 날 찾는다         |
| 08 | 2019-08-20 | 두 남자가 나를 구해주러 왔다         |
| 09 | 2019-08-22 | 매일 놀던 친구들이 날 버렸다         |
| 10 | 2019-08-27 | 일진과의 첫번째 데이트               |
| 11 | 2019-08-29 | 데이트하면 이제 행복할 줄 알았는데.. |
| 12 | 2019-09-03 | 모두가 날 안믿고 의심할 때..         |
| 13 | 2019-06-05 | 날 좋아하는 남자가 집으로 초대했다   |
| 14 | 2019-09-10 | 좋아하는 사람이 위험에 빠졌다면      |
| 15 | 2019-09-12 | 좋아하는 사람에게 고백하러간다       |

#### 시즌2
강아훈은 2화에 엔딩컷으로 첫 등장하고 5화에서 본격적으로 나오기 시작한다.
| EP | 방송일자   | 제목                                   |
| -- | ---------- | -------------------------------------- |
| 01 | 2020-03-31 | 너구나, 김연두가?                      |
| 02 | 2020-04-02 | 신경 쓰이는 전학생                     |
| 03 | 2020-04-07 | 여자친구를 한 번 더 반하게 하는 방법   |
| 04 | 2020-04-09 | 그 남자를 위한 축하 파티               |
| 05 | 2020-04-14 | 너냐, 내 왕잉링이?                     |
| 06 | 2020-04-16 | 아무도 없는 도서관, 그리고 우리 첫키스 |
| 07 | 2020-04-21 | 너에게 어울리는 사람                   |
| 08 | 2020-04-23 | 루머의 루머의 루머                     |
| 09 | 2020-04-28 | 너가 없는 200일                        |
| 10 | 2020-04-30 | 우린 어디서부터 잘못된 걸까            |
| 11 | 2020-05-05 | 내가 책임질게                          |
| 12 | 2020-05-07 | 네가 없어졌으면 좋겠어                 |
| 13 | 2020.5.10  | 내 마음이 흔들렸을때                   |
| 14 | 2020.5.12  | 여자친구의 친구가 고백했다             |
| 15 | 2020.5.19  | 여우짓 하다가 왕따됐다                 |
| 16 | 2020.5.21  | 우리의 마지막은                        |

### 방송국
| 방송국가 | 구분  | 방송개시일            | 방송국        |
| -------- | ----- | --------------------- | ------------- |
| 대한민국 | 시즌1 | 2019-07-25 (목) 18:00 | 콬TV V라이브  |
| 대한민국 | 시즌1 | 2019-07-25 (목) 18:00 | 콬TV 네이버TV |
| 대한민국 | 시즌1 | 2019-07-30 (화) 18:00 | 콬TV 유튜브   |
| 대한민국 | 시즌1 | 2019-07-30 (화) 18:00 | 콬TV 페이스북 |
| 대한민국 | 시즌2 | 2020-03-31 (화) 18:00 | 콬TV V라이브  |
| 대한민국 | 시즌2 | 2020-03-31 (화) 18:00 | 콬TV 네이버TV |
| 대한민국 | 시즌2 | 2020-04-02 (목) 18:00 | 콬TV 유튜브   |
| 대한민국 | 시즌2 | 2020-04-02 (목) 18:00 | 콬TV 페이스북 |

### OST
시즌1
- NCT U(도영, 재현) - New Love (연두 테마곡) ▶영상
- 최낙타 - You And I (현호 테마곡) ▶영상
- 안현정, 신재 - Think About U ▶영상

시즌2
- 골든차일드(Y, 승민, 주찬) - Love Shaker ▶영상

### 이벤트
시즌1
| 이벤트 시작일 | 플랫폼     | 플랫폼     | 방식       | 증정 아이템              | 명    | 비고  |
| ------------- | ---------- | ---------- | ---------- | ------------------------ | ----- | ----- |
| 2019-07-30    | 유튜브     | 1화        | 댓글       | NCT U 싸인 앨범          | 5명   |       |
| 2019-08-08    | 페이스북   | 4화        | 댓글       | 랜덤 폴라로이드          | 5명   |       |
| 2019-08-08    | 페이스북   | 4화        | 댓글       | 류설 N사 뷰티세트        | 5명   |       |
| 2019-08-10    | V LIVE     | V LIVE     | 팔로우     | 류설 N사 뷰티세트        | 7명   |       |
| 2019-08-10    | V LIVE     | V LIVE     | 라이브방송 | 댓글채팅소통방송         |       | ▶영상 |
| 2019-08-15    | 페이스북   | 6화        | 친구 태그  | 학교 방문 (예람중 2-2)   | 1명   | ▶영상 |
| 2019-08-27    | 유튜브     | 10화       | 본방사수   | 채팅치는 사람중에 현호가 |       |       |
| 2019-08-29    | 유튜브     | 10화       | 댓글       | 랜덤 폴라로이드          | 21명  |       |
| 2019-08-29    | 유튜브     | 10화       | 댓글       | N사 제품                 | 21명  |       |
| 2019-09-07    | V LIVE     | V LIVE     | 라이브방송 | WEB INSIDE 첫 방송       |       | ▶영상 |
| 2019-09-17    | 라이징스타 | 라이징스타 | 앨범 구매  | 주연배우 사인 CD         | 30명  | ▶영상 |
| 2019-09-17    | 라이징스타 | 라이징스타 | 앨범 구매  | 팬사인회 초대권          | 100명 | ▶영상 |
| 2019-09-24    | 유튜브     | 학교 방문  | 댓글       | 팬사인회 초대권          | 5명   | ▶영상 |
| 2019-09-24    | 유튜브     | 학교 방문  | 댓글       | OST 앨범                 | 10명  | ▶영상 |

시즌2
| 이벤트 시작일 | 플랫폼     | 플랫폼     | 방식          | 증정 아이템                         | 명   | 비고  |
| ------------- | ---------- | ---------- | ------------- | ----------------------------------- | ---- | ----- |
| 2020-02-14    | 인스타그램 | 인스타그램 | 댓글          | 발렌타인 선물세트                   | 4명  |       |
| 2020-02-14    | 인스타그램 | 인스타그램 | 댓글          | 친필 카드                           | 4명  |       |
| 2020-02-14    | 인스타그램 | 인스타그램 | 댓글          | H사 가방                            | 4명  |       |
| 2020-03-11    | 유튜브     | 유튜브     | 스트리밍      | 미공개 일찍 2 메이킹 영상           |      |       |
| 2020-03-25    | 인스타그램 | 인스타그램 | 태그          | 일찍 2 단체 포스터                  | 5명  |       |
| 2020-04-02    | 유튜브     | 1화        | 댓글          | 싸인폴라로이드                      | 9명  |       |
| 2020-04-02    | 유튜브     | 1화        | 댓글          | 일찍 2 포스터                       | 9명  |       |
| 2020-04-03    | 인스타그램 | 인스타그램 | 태그          | 일찍 2 노트세트                     | 10명 |       |
| 2020-04-07    | 유튜브     | 2화        | 댓글          | 연두의 H사 뷰티세트                 | 10명 |       |
| 2020-04-08    | 유튜브     | 3화        | 댓글          | 골든차일드 폴라로이드               | 12명 |       |
| 2020-04-16    | 유튜브     | 5화        | 본방사수      | 채팅치는 사람중에 지성이와 아훈이가 |      | ▶영상 |
| 2020-04-16    | 유튜브     | 5화        | 유튜브 라이브 | 지성이와 아훈이가 댓글채팅소통방송  |      | ▶영상 |
| 2020-04-16    | 유튜브     | 5화        | 댓글          | 지성/아훈 폴라로이드                | 5명  | ▶영상 |
| 2020-04-16    | 유튜브     | 5화        | 댓글          | 사탕 50개                           | 5명  | ▶영상 |
| 2020-04-22    | 인스타그램 | 인스타그램 | 해시태그      | 싸인 폴라로이드                     | 9명  |       |
| 2020-04-22    | 인스타그램 | 인스타그램 | 해시태그      | H사 제품                            | 9명  |       |
| 2020-04-27    |            |            | 구글 설문지   | 주연배우들과 통화 연결 (추첨)       | 40명 |       |
| 2020-04-27    | H사 제품   |            | 구글 설문지   |                                     | 40명 |       |
| 2020-04-28    | 유튜브     | 8화        | 댓글          | 일찍 2 굿즈세트                     | 5명  |       |